# Huntington (Arkansas)
Huntington es una ciudad en el condado de Sebastian, Arkansas, Estados Unidos. Para el censo de 2000 la población era de 688 habitantes. Es parte del área metropolitana de Fort Smith.

## Geografía
Huntington se localiza a 35°4′51″N 94°15′52″O / 35.08083, -94.26444. De acuerdo a la Oficina del Censo de los Estados Unidos, la ciudad tiene un área total de 1,8 km², de los cuales el 100% es terreno seco.

## Demografía
Según el censo de 2000, había 688 personas, 262 hogares y 184 familias en la ciudad. La densidad de población era 382,2 hab/km². Había 298 viviendas para una densidad promedio de 169,2 por kilómetro cuadrado. De la población el 93,60% eran blancos, el 0,15% afroamericanos, el 0,44% amerindios, el 1,89% de otras razas y el 3,92% mestizos. El 4,36% de la población eran hispanos o latinos de cualquier raza.
Se contaron 262 hogares, de los cuales el 37,4% tenían niños menores de 18 años, el 58,8% eran parejas casadas viviendo juntos, el 8,0% tenían una mujer como cabeza del hogar sin marido presente y el 29,4% eran hogares no familiares. El 26,3% de los hogares estaban formados por un solo miembro y el 13,0% tenían a un mayor de 65 años viviendo solo. La cantidad de miembros promedio por hogar era de 2,63 y el tamaño promedio de familia era de 3,19 miembros.
En la ciudad la población estaba distribuida en: 28,3% menores de 18 años, 7,7% entre 18 y 24, 28,9% entre 25 y 44, 22,7% entre 45 y 64 y 12,4% tenían 65 o más años. La edad media fue 35 años. Por cada 100 mujeres había 96,6 varones. Por cada 100 mujeres mayores de 18 años había 94,9 varones.
El ingreso medio para un hogar en la ciudad fue de $30.703 y el ingreso medio para una familia $36.250. Los hombres tuvieron un ingreso promedio de $27.277 contra $15.781 de las mujeres. El ingreso per cápita de la ciudad fue de $12.614. Cerca de 13,5% de las familias y 15,1% de la población estaban por debajo de la línea de pobreza, 12,1% de los cuales eran menores de 18 años y 20,7% mayores de 65.

## Residentes y nativos notables
- Jake Freeze, exjugador de las Grandes Ligas de Béisbol